# Ford Focus
Focus é um automóvel fabricado pela Ford a partir de 1998 para suceder o Escort e, à época de seu lançamento, disputar mercado com os mais modernos Fiat Brava, Chevrolet Astra (Opel Astra em Portugal) e Volkswagen Golf. Oferecendo motores mais modernos do que o modelo substituído e novo design, a Ford pretendia que Focus alcançasse o mesmo sucesso que o antecessor Escort. Uma de suas inovações na categoria foi a suspensão traseira multibraço, o que permitiu que o Focus disputasse com o Golf a qualificação de hatch que proporciona mais prazer em dirigir. A versão vendida na América do Sul começou a ser produzida em 2000, na fábrica de General Pacheco, Argentina, de onde, desde então, foi exportado ao Brasil. Foi retirado de linha no país e na América do Sul em 2019, pelas baixas vendas e da decadência de hatches médios no continente.

## No mundo
Atualizado nos mercados europeu e chinês em 4 de abril de 2018, modelo 2019, após 20 anos. O Ford Focus passou por transformação tecnológica, adicionado um head-up display, que projeta as principais informações do veículo em uma lâmina plástica acima do quadro de instrumentos, carregador de celular por indução e roteador de sinal de internet sem fio.
A primeira geração começou a ser vendida na Europa em 1998, sendo reestilizada em 2002, integrando as luzes de direção dianteiras aos faróis e vendida assim até 2004, quando foi substituída pela segunda geração (MK2). Em 2007, a segunda geração europeia foi reestilizada, passando a ser conhecida como MK2,5. Foi essa versão que substituiu a primeira geração na América do Sul em 2008.
Nos Estados Unidos, a primeira geração chegou em 1999 nas versões Hatchback, Sedan e Station Wagon com poucas diferenças em relação ao Europeu, como para-choques mais salientes, luzes de direção traseiras na cor vermelha e luzes de posição laterais. Em 2005, a primeira geração do Focus norte-americano sofreu uma leve reestilização na frente, recebendo um conjunto óptico muito semelhante ao do Ford Mondeo europeu da época, além de um para-choque traseiro menos saliente. Em 2008, a mesma geração sofreu outra reestilização, com uma frente agressiva que tentava esconder a idade do carro e uma traseira inspirada no Ford Fusion. Esse design não fez sucesso frente aos concorrentes que vieram em nova geração antes, como Honda Civic, Toyota Corolla e principalmente depois, em 2010 e 2011, quando foram apresentados novos modelos: Citroën C4 Lounge (CAR Awards 2014), Peugeot 308 (CAE 2014), Peugeot 408, Renault Mégane (CAE 2003), Renault Fluence, Chevrolet Cruze, Hyundai Elantra e Volkswagen Jetta. Assim, a Ford USA se viu obrigada a lançar a terceira geração do Focus diretamente, sem passar pela segunda.

## Gerações (1-4)

### Primeira Geração (1998-2004)

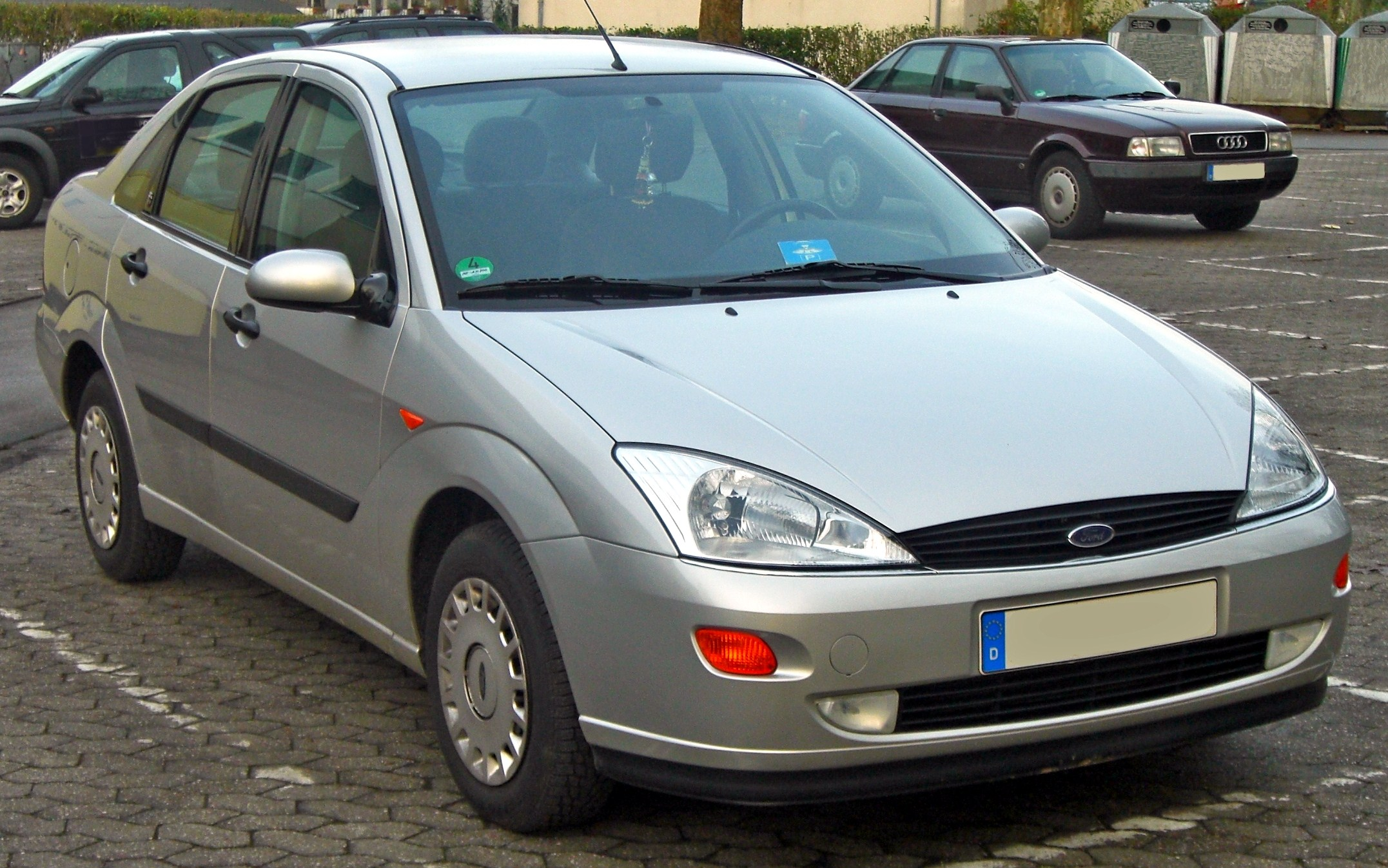
Frente do Focus MK1

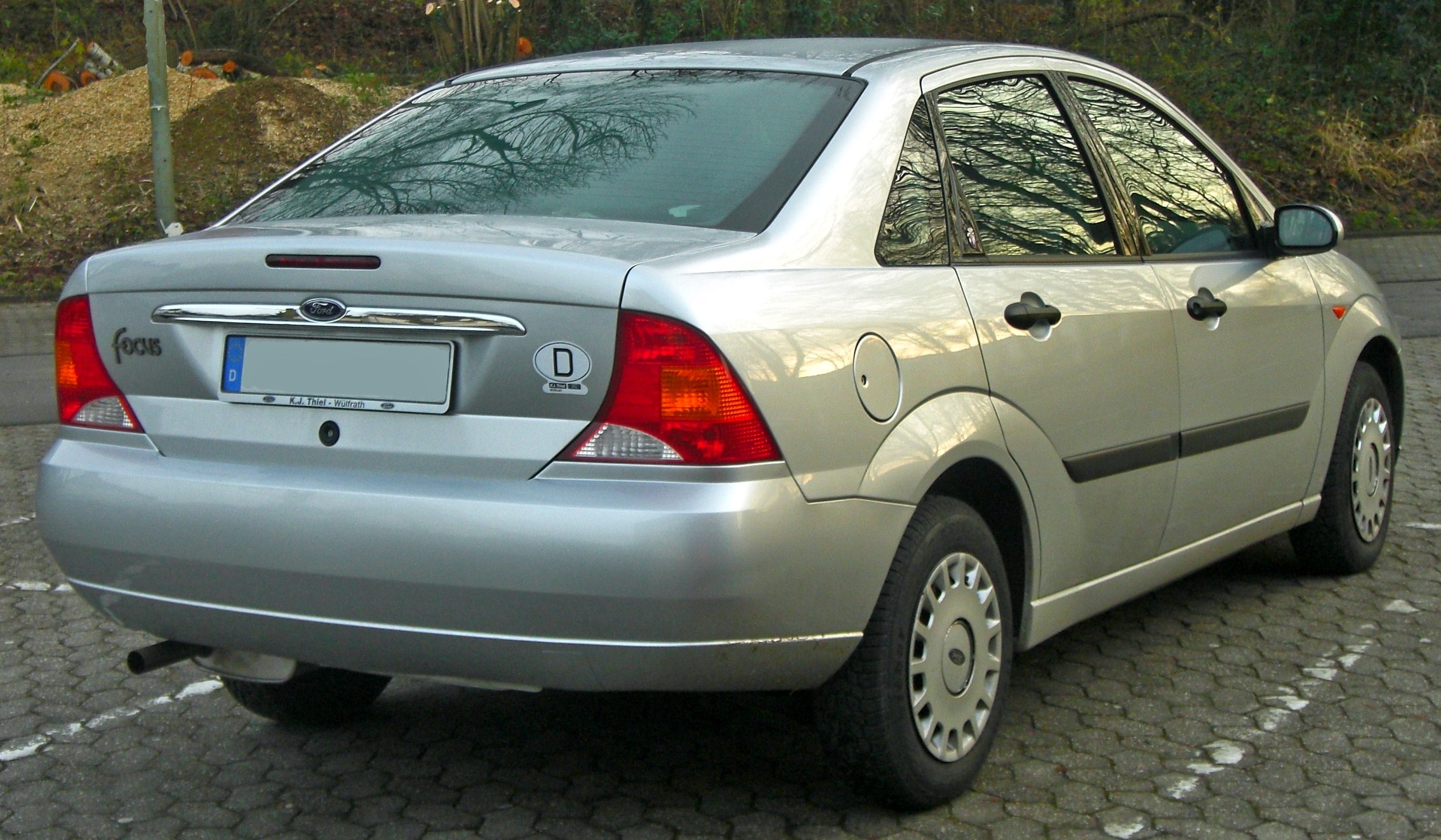
Traseira do Focus MK1/MK1,5

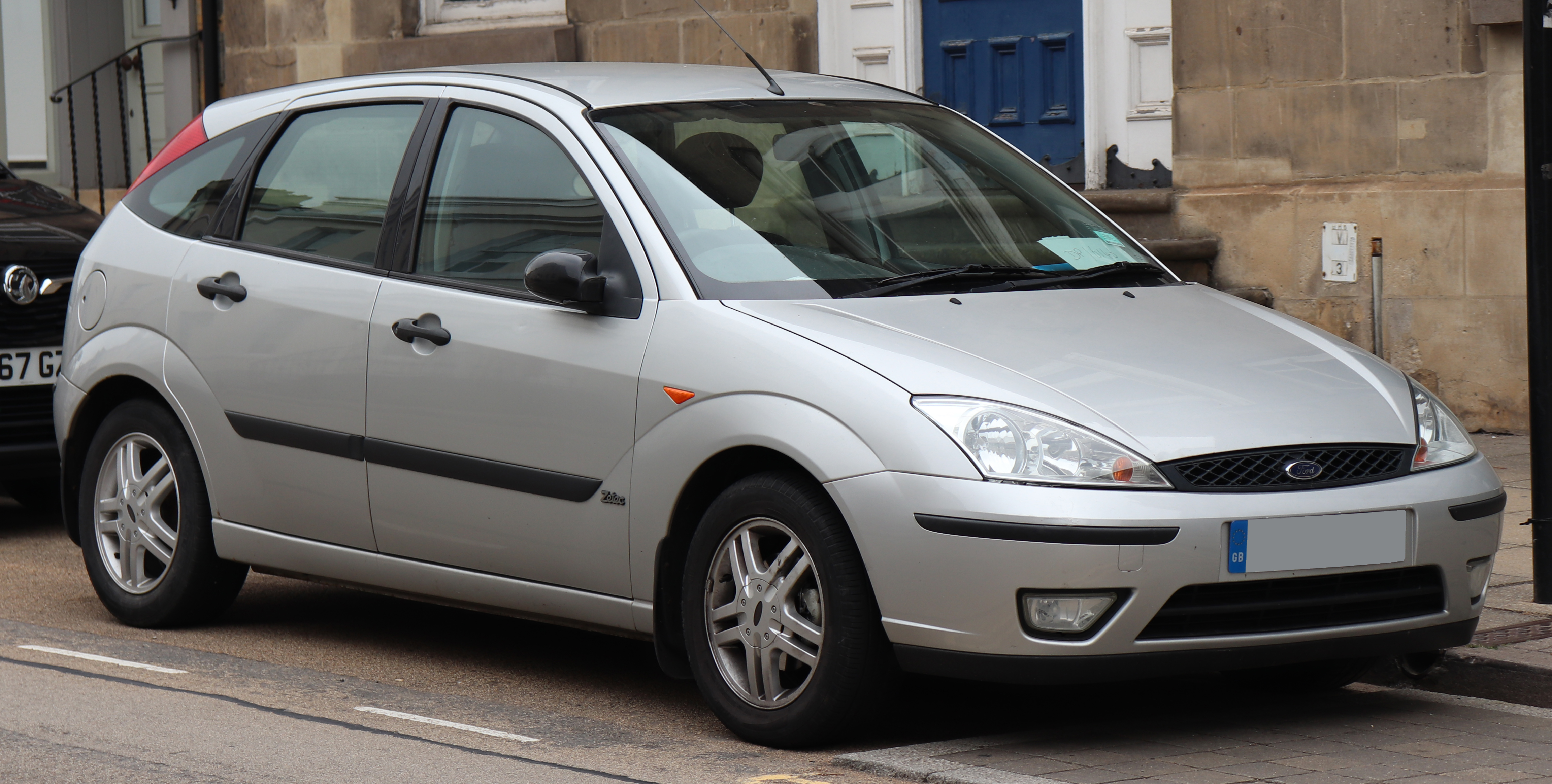
Frente do Focus MK1,5

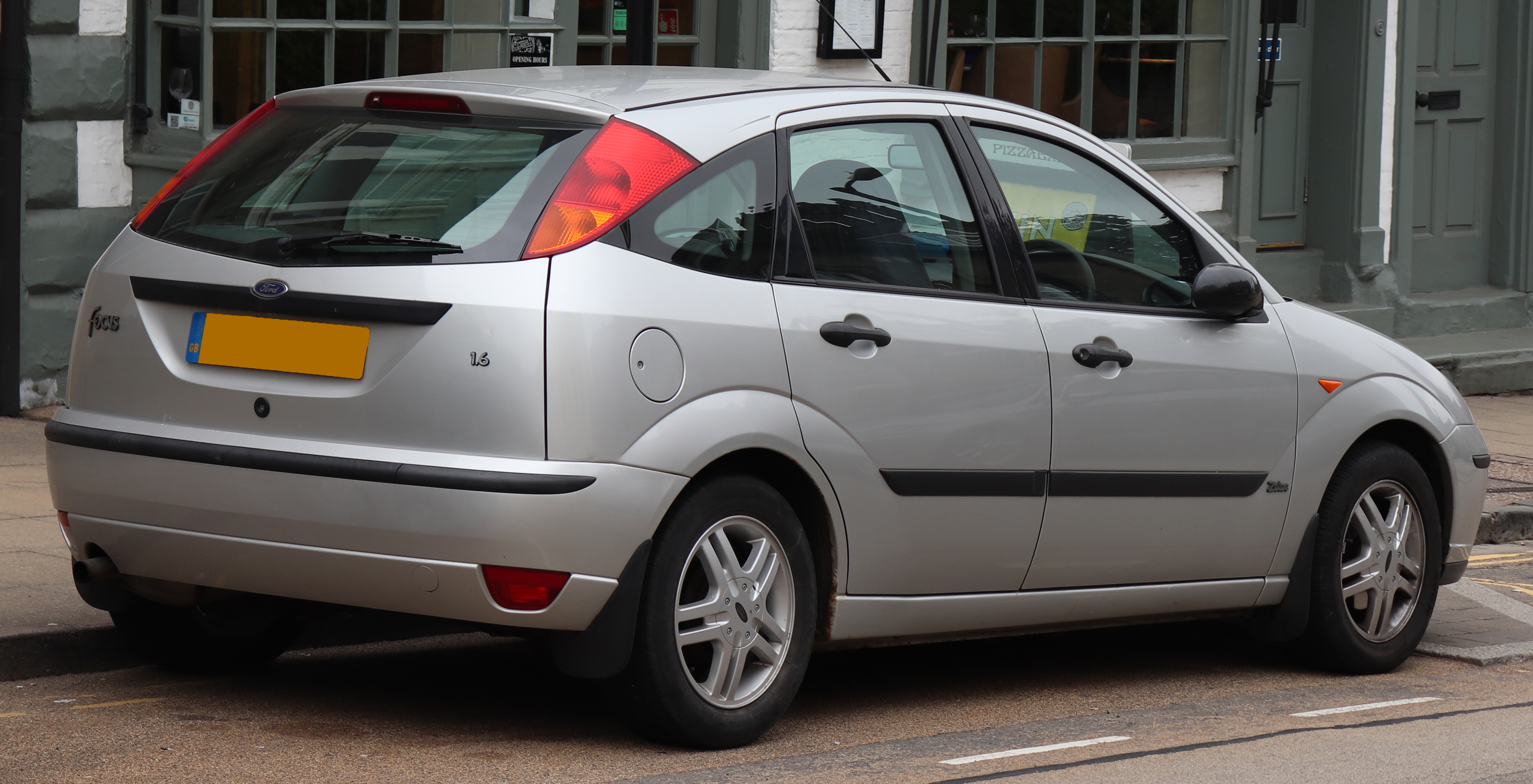
Traseira do Focus MK1/MK1,5

O Focus foi lançado em 1998, amplamente divulgado no Brasil como o sucessor do veterano e já cansado Escort (Focus Hatch) e Verona (Focus Sedan), houve a esperança do modelo chegar em 1999 trazendo também a versão Wagon, mas acabou chegando com dois anos de atraso, no ano de 2000 o Focus finalmente era lançado no Brasil, apenas com as carrocerias hatch de cinco portas e sedã de quatro portas em versões Básica e Ghia. As opções station wagon e de três portas não foram lançadas no país. Os motores inicialmente eram os Zetec SE, 1.8 16v de 115cv (apenas no hatch em versão Base) e 2.0 16v de 130cv nas versões Base sedan, Ghia sedan e Ghia hatch. Em 2002, o Focus ganha sua primeira novidade no Brasil, com o hatch recebendo a opção do motor 2.0, se igualando ao sedã, que já possuía desde o lançamento. Em 2003, veio a primeira série especial do Focus no Brasil, com a produção de 360 unidades do XR 2.0 16V, que era baseado na versão Básica em equipamentos e tinha como diferencial as rodas de desenho exclusivo aro 16", suspensão levemente rebaixada, piscas dianteiros e laterais com lente branca e bancos em tecido exclusivo, porém, curiosamente, a versão esportiva tinha apenas 126cv, menos que as versões de linha, além de não haver disponibilidade de itens simples, como Airbag duplo e Freios ABS. Ainda em 2003, o carro passou a ter opção de câmbio automático de 4 marchas nas versões com motor 2.0.
Em 2004, o Focus vendido no Brasil sofreu a primeira reestilização, passando a utilizar a mesma frente que os europeus tinham desde 2002, além de ter o motor Zetec 1.8 16v de fabricação mexicana substituído por um motor produzido no Brasil, o Zetec RoCam 1.6 8v de 103cv. Agora, o carro passava a ser vendido em quatro versões: GL 1.6 (somente no hatch), GLX 1.6, GLX 2.0 16v e Ghia 2.0 16v. No sedan, porém, o motor Zetec SE 1.8 ainda esteve disponível na versão GLX por alguns meses. Em 2005, uma combinação inédita no mundo todo: o Focus sul-americano ganhou o motor Duratec 2.0 16v em substituição ao Zetec SE 2.0 16v. O novo motor, disponível nas versões GLX e Ghia, gerava 147cv com câmbio manual e 140cv com câmbio automático, devido a diferentes calibrações da injeção. Além disso, ainda em 2005 o carro ganhou o pacote estético ST, porém mantendo as rodas e motorizações comuns da linha e não fez muito sucesso.
Depois disso, o carro foi esquecido pela Ford no Brasil até 2007, quando finalmente o motor Zetec RoCam 1.6 passou a ser Flex, algo que já estava disponível no Ecosport desde 2004. O motor passou a gerar 113cv. Em 2008, as últimas novidades da primeira geração: fim da versão Ghia, surgimento da versão GL 1.6 para o sedan e versões GLX com detalhes externos do falecido Ghia. A simplificação tinha explicação: ao mesmo tempo que isso ocorreu, chegava a segunda geração do Focus em versões GLX e Ghia e carroceria hatch e sedan, já com a reestilização promovida na Europa.
A primeira geração MK1 (2001 a 2003), foi lançada no Brasil com nas versões:
- Básica hatch: 1.8 16v Zetec SE (manual de 5 marchas e 115cv)
- Básica sedan: 2.0 16V Zetec SE(manual de 5 marchas e 130cv)
- GLX hatch: 1.8 16v Zetec SE (manual)
- GLX sedan: 2.0 16v Zetec SE (manual)
- Ghia hatch e sedan: 2.0 16V Zetec (manual de 5 marchas e 130cv e automático de 4 marchas e 126cv)
- XR hatch: 2.0 16V Zetec SE(manual de 126 cv)

Na segunda metade de 2005 fora aposentado o motor Zetec e implementado o moderno Duratec, ficando assim:

GL hatch: 1.6 8V Rocam* (manual de 113 cv)

GLX hatch e sedan: 1.6 8V Rocam* (manual de 113 cv ) e 2.0 16V Duratec HE (manual de 147 cv e automático de 140 cv)

Ghia hatch e sedan: 2.0 16V Duratec HE (manual de 147 cv e automático de 140 cv)
- As versões com a motorização 1.6, ganharam o recurso FLEX, no modelo 2008, com potência de 105 cv na gasolina e 112 cv usando etanol.

Em 2008, lançado oficialmente no Brasil, a segunda geração do Focus (MK2,5*), também fabricado na Argentina, e num primeiro momento, apenas com a motorização 2.0L, ficando assim:

GL (antigo)hatch e sedan: 1.6 8V Rocam Flex (manual de 105/113 cv)

GLX (antigo) hatch e sedan: 1.6 8V Rocam Flex (manual de 105/113 cv)

GLX (novo) hatch e sedan: 2.0 16V Duratec HE (manual de 147 cv e automático de 140 cv)

Ghia (novo) hatch e sedan: 2.0 16V Duratec HE (manual de 147 cv e automático de 140 cv)
- O MK2, lançado em 2004 na europa, não chegou a ser vendido no Brasil. Recebemos, então, a geração MK2 reestilizada (apelidada de "MK2,5"), lançado no final de 2007 no velho continente. A estratégia é similar àquela praticada pela Volkswagen no mercado brasileiro, quando lançou no mercado nacional o Golf MK5, apenas reestilizando a antiga MK4 (posteriormente apelidada de "MK4,5").

### Segunda Geração
(2004-2010) Mundo
(2005-2014) China

(2008-2013) América do Sul

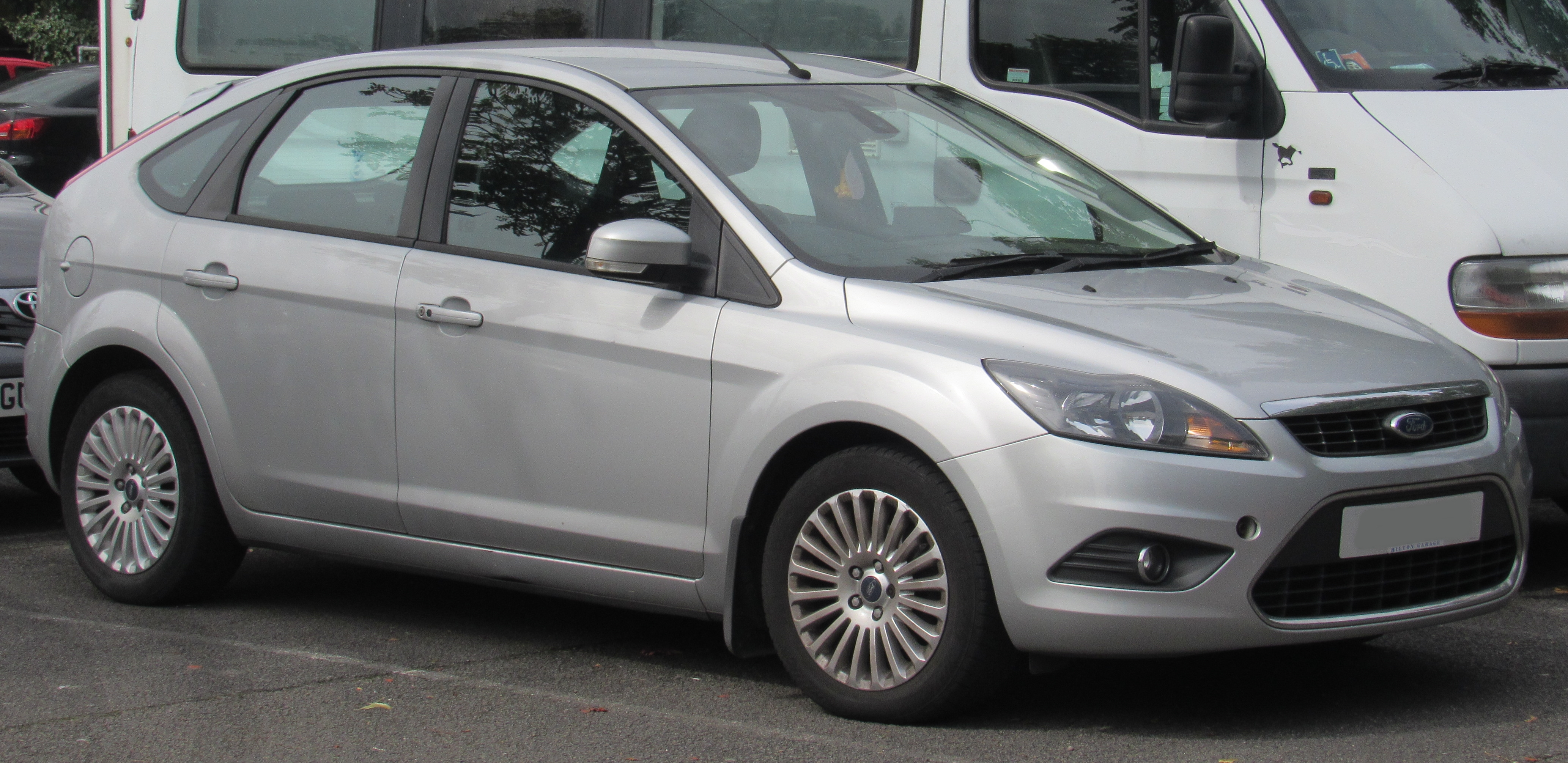
Frente do Focus MK2,5

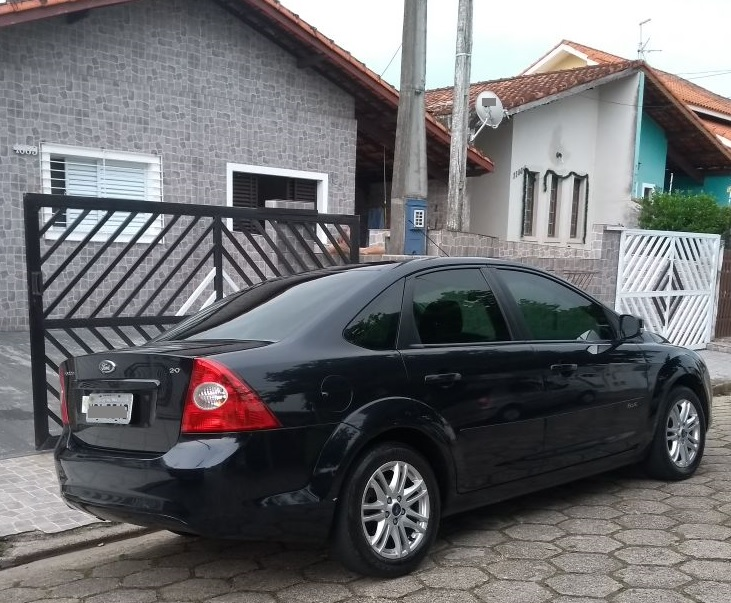
Focus Sedan MK2,5

A segunda geração do Focus chegou ao Brasil em 2008, já reestilizada como na Europa - onde passou a ser conhecido como MK2,5. Começou sendo vendido nas versões GLX e Ghia com motor Duratec 2.0 16v de 147cv (câmbio manual) e 140cv (câmbio automático), ainda movidos somente a gasolina, convivendo com a antiga geração até o final de 2009. Após o fim da primeira geração, o Focus ganhou o motor Sigma 1.6 16v de 115cv Flex. O motor estava disponível na versão GLX. Em 2010, uma nova versão básica GL chega ao mercado e novamente atrasado, o motor Duratec 2.0 16v passou a ser Flex, quase 5 anos depois dos principais concorrentes.
Em 2009 a Ford parou de produzir o Focus de primeira geração (MK1,5), e implantou a motorização Sigma 1.6 Flex e criou a versão de entrada, chamada GL, ficando assim:

GL: 1.6 16V Sigma Flex (manual de 112/116 cv)

GLX: 1.6 16V Sigma Flex (manual de 112/116 cv) e 2.0 16V Duratec HE (manual e automático de 148 cv)

Ghia: 2.0 16V Duratec HE (manual de 148 cv e automático de 148 cv)
Em 2010 a Ford passou a comercializar as versões GLX e Ghia, equipados com o motor Duratec, na versão FLEX :

GL: 1.6 16V Sigma Flex (manual de 112/116 cv)

GLX: 1.6 16V Sigma Flex (manual de 112/116 cv) e 2.0 16V Duratec HE Flex (manual e automático sequencial de 143/148 cv)

Ghia: 2.0 16V Duratec HE Flex (manual e automático sequencial de 143/148 cv)
Em 2011 versão Ghia foi renomeada para Titanium, recebendo alguns equipamentos adicionais (faróis direcionais, espelho eletrocrômico, sensor de chuva, sensor crepuscular, rodas exclusivas aro 17), os itens da versão Ghia (exceto banco elétrico e teto solar) passaram a integrar a série GLX 2.0, incluindo a chave presencial Ford Power, sensor crepuscular, sensor de chuva e espelho eletrocrômico, ficam com
versões:
- GL 1.6 16V Sigma Flex (manual de 112/116 cv)
- GLX 1.6 16V Sigma Flex (manual de 112/116 cv)
- GLX 2.0 16V Duratec HE Flex (manual e automático de 143/148 cv)
- Titanium 2.0 16V Duratec HE Flex (manual - somente hatch - e automático de 143/148 cv)

### Terceira Geração[6]
(2011-2018) Mundo

(2013-2019) América do Sul

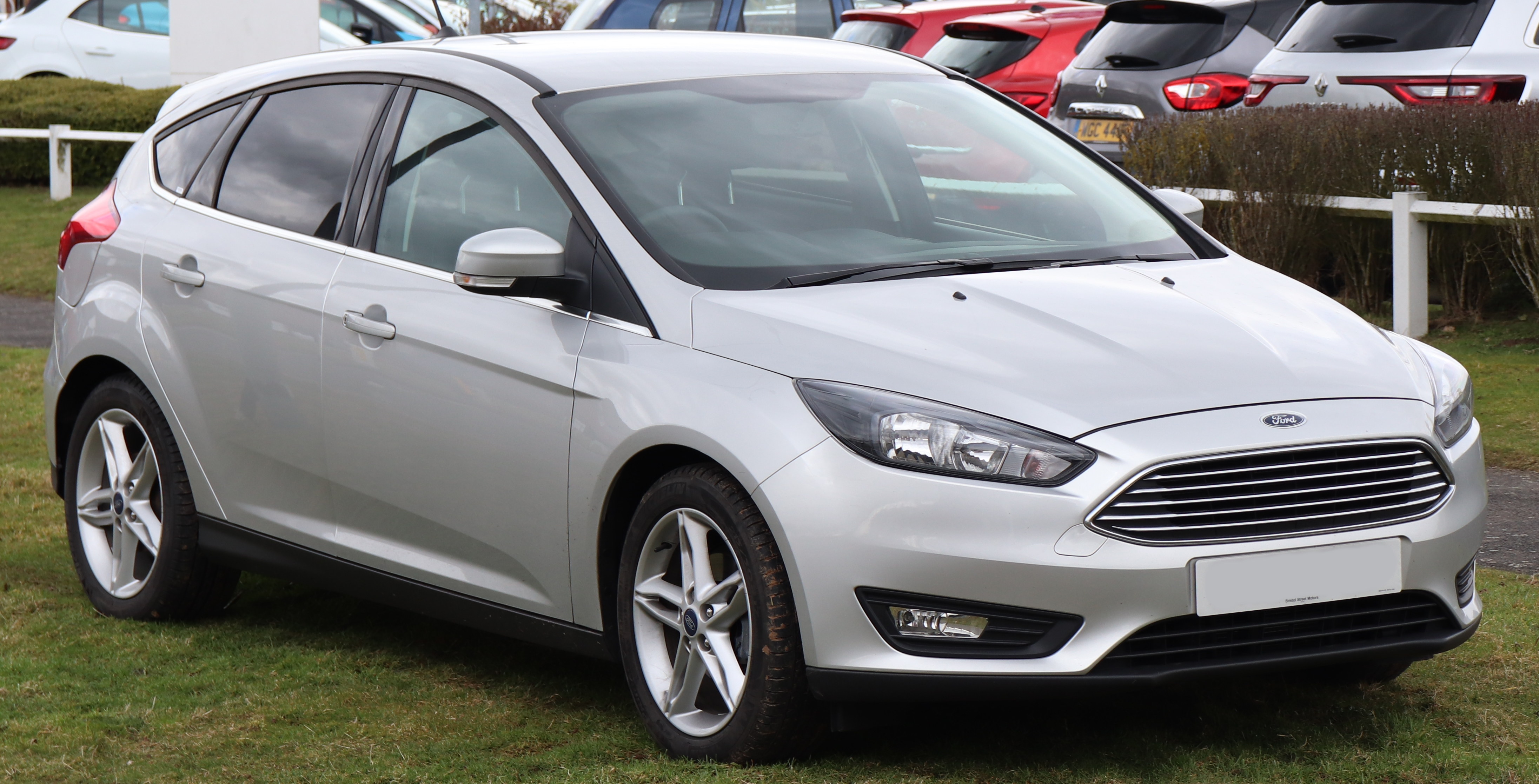
Frente do Focus Mk3

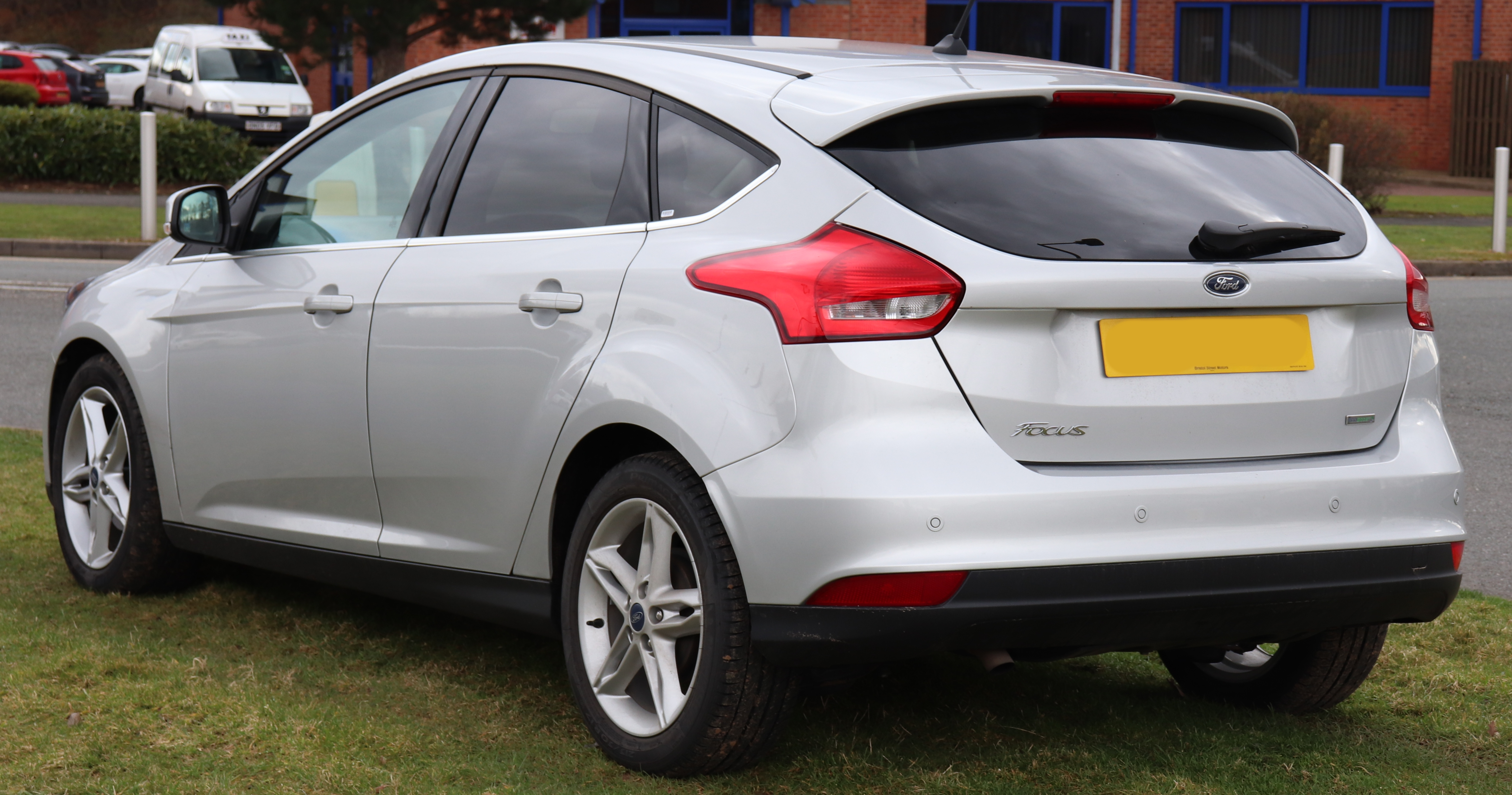
Traseira do Focus Mk3

Foi apresentado originalmente no Salão do Automóvel Norte-Americano (Detroit) 2010, entrando em venda nos Estados Unidos e na Europa logo no começo de 2011. O modelo foi um dos primeiros da marca a receber o polêmico e problemático câmbio automático PowerShift, que tem respostas lentas e falta de desempenho ao trocar a marcha. Até hoje o câmbio dá defeito mundo a fora e a Ford vive tendo prejuízos ao trocar o câmbio diversas vezes.
O modelo saiu de linha em 2018 para o lançamento da nova geração no final do ano.
A terceira geração do Focus (Mk3), foi apresentado oficialmente ao Brasil em setembro de 2013 e suas vendas começaram em outubro do mesmo ano, nas versões hatch e sedan, alinhado com as versões mundiais (Europa e EUA), se destaca pelo nível de equipamentos e tecnologias adotadas. As nomenclaturas das versões mudaram, agora passam a se chamar S, SE, SE Plus, Titanium e Titanium Plus (do mais simples para o mais completo). Sua motorização, agora recebe o 1.6L Sigma TiVCT Flex, que com as novas calibrações, rendem 130/135cv (gasolina/etanol), e o renovado 2.0L Duratec Direct Flex, sendo o primeiro motor a injeção direta a contar com tecnologia flex, rende 175/178cv (gasolina/etanol). O câmbio pode ser manual de 5 velocidades (IB5+) ou o automatizado de dupla embreagem PowerShift de 6 velocidades, sendo a automatizada, a única opção para os modelos equipados com a motorização de 2.0L.
Saiu de linha em 2019 na América do Sul, por estar vendendo mal, o que fez com que a Ford não quisesse trazer a nova geração ao Brasil e alguns outros países da América do Sul.
Foi disponibilizado da seguinte forma no Brasil:

#### Hatch[7]
- S 1.6L : Motor TiVCT Flex de 135cv, transmissão manual de 5 velocidades, Sync Media System, 2 air bags, freios ABS com EBD, rodas de liga leve 16", ar condicionado, direção elétrica.
- S 1.6L PowerShift

Mesmos itens da versão S 1.6L mais, Transmissão automatizada PowerShift de 6 velocidades, AdvanceTrack(r) - controle eletrônico de estabilidade (ESC) e tração (TCS), assistente de partida em rampas (HLA), aviso de pressão baixa dos pneus.
- SE 1.6L

Mesmos itens da versão S 1.6L mais, bancos e volantes revestidos parcialmente em couro, tela LCD multifuncional colorida de 4,2", 4 air bags, sensor de estacionamento traseiro, piloto automático, limitador de velocidade, farol de neblina dianteiro.
- SE 1.6L PowerShift

Mesmos itens da versão SE 1.6L mais, Transmissão automatizada PowerShift de 6 velocidades, AdvanceTrack(r) - controle eletrônico de estabilidade (ESC) e tração (TCS), assistente de partida em rampas (HLA), aviso de pressão baixa dos pneus.
- SE 2.0L PowerShift

Mesmos itens da versão SE 1.6L PowerShift mais, Motor Duratec Direct Flex 2.0 de 178cv, rodas de liga leve 17".
- SE Plus 2.0L PowerShift

Mesmos itens da versão SE 2.0L PowerShift mais, 6 air bags, chave com sensor de presença, sensor de chuva, acendimento automático dos faróis, espelho retrovisor interno eletrocrômico, retrovisores externos com rebatimento elétrico, ar condicionado automático e digital com duas zonas.
- Titanium Plus 2.0L PowerShift

Mesmos itens da versão SE Plus 2.0L PowerShift mais, Sync Media System com tela LCD multifuncional touchscreen de 8", câmera de ré, Active Park Assist (sistema de estacionamento automático), faróis de xenon, luz diurna de LED, lanterna traseira de LED, banco do motorista com regulagem elétrica em 6 posições e teto solar.

#### Sedan[8]
- S 2.0L PowerShift

Motor 2.0 Duratec Direct Flex de 178cv, AdvanceTrack, HLA, aviso de pressão baixa dos pneus, Sync Media System, 2 air bags, freios ABS com EBD, rodas de liga leve de 16", ar condicionado.
- SE 2.0L PowerShift

Mesmos itens da versão S 2.0L PowerShift mais, rodas de liga leve 17", bancos e volante revestidos parcialmente em couro, 4 air bags, tela LCD multifuncional de 4,2", sensor de estacionamento traseiro, piloto automático, limitador de velocidade, farol de neblina dianteiro.
- SE Plus 2.0L PowerShift

Mesmos itens da versão SE 2.0L PowerShift mais, chave com sensor de presença, 6 air bags, sensor de chuva, acendimento automático dos faróis, espelho retrovisor interno eletrocrômico, espelhos retrovisores externos com rebatimento elétrico, ar condicionado automático e digital com duas zonas.
- Titanium Plus 2.0L PowerShift

Mesmos itens da versão SE Plus 2.0 PowerShift mais, Sync Media System com tela LCD multifuncional touchscreen de 8", câmera de ré, Active Park Assist (sistema de estacionamento automático), faróis de xenon, luz diurna de LED, lanterna traseira de LED, banco do motorista com regulagem elétrica em 6 posições e teto solar.

#### Dimensões
Hatch
- Comprimento Total (mm) 4358
- Largura Total (mm) 2010
- Altura (mm) 1484
- Distância Entre-eixos (mm) 2648
- Tanque de Combustível 55
- Porta-malas (L) 316
- Peso (kg) - versão Titanium 1399

Sedan
- Comprimento Total (mm)  4534
- Largura Total (mm)  2010
- Altura (mm)  1484
- Distância Entre-eixos (mm)  2648
- Tanque de Combustível  55
- Porta-malas (L)  412
- Peso (kg) - versão Titanium  1414

#### Duratec Direct Flex
O motor 2.0 DURATEC DIRECT FLEX é o primeiro motor bicombustível do mundo com injeção direta de combustível. Por se tratar de um motor de injeção direta de combustível, com altas temperaturas de combustão e altas pressões, no Novo Focus não é necessário um reservatório de combustível ou qualquer outro tipo de de auxílio externo.
- Injeção direta FLEX na câmara de combustão
- Duplo comando de válvulas variável (TiVCT)
- Elevada taxa de compressão (12:1)

Potência 
- 175 cv @ 6500 rpm (gasolina)
- 178 cv @ 6500 rpm (etanol)

Torque 
- 211 Nm @ 4500 rpm (gasolina)
- 221 Nm @ 4500 rpm (etanol)
- 88% do torque máximo a 2750 rpm

Consumo
- 6,6 km/l de etanol, no uso urbano (cerca de 15,8% mais econômico que a versão anterior)
- 8,6 km/l de gasolina, no uso urbano (cerca de 10,3% mais econômico que a versão anterior)
- 9,6 km/l de etanol, no uso rodoviário (cerca de 15,7% mais econômico que a versão anterior)
- 12,6 km/l de gasolina, no uso rodoviário (cerca de 11,5% mais econômico que a versão anterior)

#### 1.6 Sigma TiVCT Flex
O motor 1.6 SIGMA TiVCT FLEX do Novo Focus tem duplo comando de válvulas variável, o que gerencia a mistura ar/combustível com mais eficiência em relação aos modelos com comando simples.
O motor 1.6 SIGMA TiVCT FLEX conta com mesmo sistema de partida a frio eletrônica do New Fiesta, o Ford Easy Start, que funciona por aquecimento do combustível em pré-câmaras do sistema de injeção. O início do aquecimento do combustível ocorre a partir da abertura da porta do veículo. O sistema garante partidas a temperaturas de no mínimo -10 °C, mesmo com 100% de etanol no tanque.
Potência
- 131 cv @ 6500 rpm (gasolina)
- 135 cv @ 6500 rpm (etanol)

Torque 
- 159 Nm @ 4500 rpm (gasolina)
- 164 Nm @ 4500 rpm (etanol)
- 91% do torque máximo, com apenas 1500 rpm

Consumo
- 7,0 km/l de etanol, no uso urbano
- 9,3 km/l de gasolina, no uso urbano
- 10,3 km/l de etanol, no uso rodoviário
- 13,7 km/l de gasolina, no uso rodoviário

### Quarta Geração
A quarta geração lançada na Europa em Abril de 2018, traz grandes mudanças na linha Focus. O novo modelo cresceu sua distância entre-eixos em 0,53 mm, uma grande reclamação das versões anteriores. Agora a mk4 inclui a versão aventureira chamada Active (com maior altura em relação ao solo) e a super luxuosa Vignale, além da Trend, Titanium e ST-Line. A plataforma C2 da Ford possui uma rigidez estrutural 20% superior em relação anterior e conta com controle eletrônico de amortecimento.
Se por fora o Focus mudou, por dentro percebe-se um interior além de maior, com túnel central mais baixo, muito bem construído, com tela multimídia flutuante e transmissão automática com conversor de torque e oito velocidades, acionado por botão circular e freio de mão automático.
A nova motorização conta com motores 1.0 (85, 100 e 125 cv), 1.5 turbo e injeção direta (150 e 182 cv) da linha Ecoboost com três cilindros; também existe a opção turbodiesel 1.5 (95 e 120 cv) e 2.0 (150 cv).

### Breve histórico no Brasil
1998: Lançamento na Europa e amplamente divulgado no Brasil como o sucessor do veterano Escort e Verona, embora tenha sido muito aguardado e divulgado, o modelo chegou com dois anos de atraso.
2000: Lançamento nas versões básica (motor 1.8 16V de 115 cv para hatch e 2.0 16V de 130 cv para sedã) e Ghia (2.0 16V de 130 cv para hatch e sedã). É o primeiro modelo em sua categoria com suspensão traseira multibraço.
2003: Série especial XR 2.0 16V com acabamento esportivo, rodas de 16 pol e teto solar, disponível apenas na cor prata. Opção de câmbio automático para o motor 2.0 16V. Teto solar ganha controle elétrico. Alteração interna com troca do revestimento aveludado claro pelo tecido cinza escuro. A versão 2.0 com câmbio manual passa a ter a potência diminuída para 126 cv.
2004: Substituição do motor 1.8 16V pelo 1.6 Zetec Rocam de 102,5 cv, de início no hatch (GL e GLX) e mais tarde no sedã (GLX). Mudanças de estilo (faróis, para-choques). Versões GLX e Ghia 2.0 16V permanecem.
2005: Substituição do motor Zetec 2.0 16V pelo Duratec 2.0 16V nas versões GLX e Ghia. A potência passa de 126 para 147 cv, com câmbio manual, e de 130 para 140 cv com câmbio automático.
2007: Lançamento do motor 1.6 Flex de 105/113 cv para versões GL e GLX.
2008: Lançamento da segunda geração em versões sedã e hatch, ambos na versão GLX e Ghia, com motor 2.0 16V a gasolina de 145 cv e câmbio manual ou automático. Saem de produção as mesmas versões da primeira geração. GL e GLX 1.6 (sedã e hatch) permanecem.
2010: Lançamento da versão 1.6 16V Flex de 115 cv e a criação da versão GL para a nova geração e a chegada do motor 2.0 16V Flex de 148 cv.
2011: Versão Ghia passa a se chamar Titanium.
2013: Lançamento da terceira geração do Focus, com motorização 1.6L Sigma TiVCT de 130/135cv e 2.0L Duratec Direct Flex de 175/178cv.
2015: Lançamento da primeira reestilização da terceira geração do Focus, a proposta da Ford para alinhar o carro com todos os produtos da marca. A versão S deixa de existir, passando a SE a ser a de entrada, sem perder equipamentos. Esta mudança no Focus garantiu reforço estrutural na carroceria, ajustes na suspensão e na direção elétrica. A versão 1.6 hatch voltou a ter apenas o câmbio manual de 5 velocidades, enquanto a 2.0 manteve o automatizado de dupla embreagem. Outra mudança, esta estratégica, foi no modelo três volumes, que deixou de ser sedan para fastback. Estratégia comercial para valorizar e enaltecer a carroceria três volumes, passando a impressão de maior esportividade e exclusividade ao sedan.
2017: Câmbio Powershift deixa de ser produzido. Apesar disto a Ford mantém a garantia por 10 anos.

### Curiosidades
- É usado pela Brigada Militar, Polícia Federal,Polícia Rodoviária Federal e Polícia Civil do Estado do Rio Grande do Sul.
- Alguns Ford Focus da primeira geração estiveram nas gravações do filme: Velozes e Furiosos 5: Operação Rio.